# Irwin Shaw

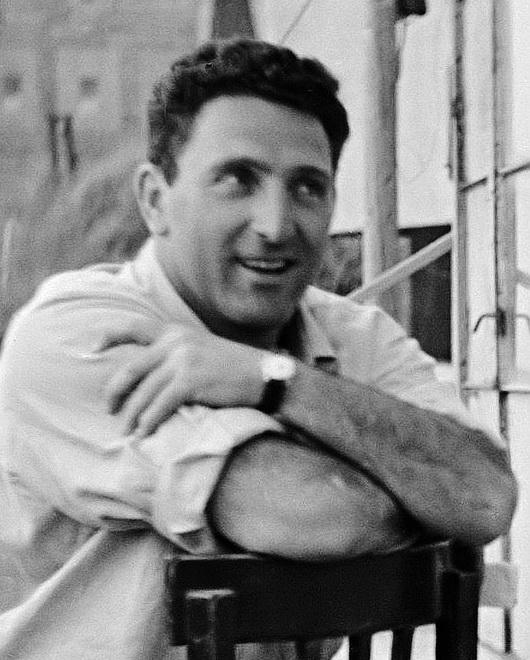
Irwin Shaw (1948)

Irwin Shaw (* 27. Februar 1913 in New York City; † 16. Mai 1984 in Davos, Schweiz; eigentlich Irwin Gilbert Shamforoff) war ein US-amerikanischer Schriftsteller und Drehbuchautor.

## Leben
Shaw entstammte einer russisch-jüdischen Familie aus der Bronx, die nach seiner Geburt nach Brooklyn zog und den Familiennamen von Shamforoff in Shaw änderte. Er beendete das Brooklyn College 1934. Während seiner Collegezeit schrieb er bereits für die Collegezeitung und begann 1935 Skripts für Radioromane wie Dick Tracy zu schreiben.
Sein erstes Theaterstück Bury the Dead hatte 1936 seine Uraufführung. Weitere Stücke schrieb er für das linksgerichtete Group Theatre. In den 1940er Jahren schrieb er einige Drehbücher für Hollywood. Während des Zweiten Weltkriegs war er als Sonderoffizier in Nordafrika und Europa (Frankreich, England, Deutschland). Über diese Erlebnisse schrieb er seinen ersten Roman Die jungen Löwen (The Young Lions), der 1948 veröffentlicht und 1958 mit Marlon Brando und Montgomery Clift verfilmt wurde. Ab Anfang der 1950er Jahre lebte er in der Schweiz, wo er an Herzversagen in Davos 1984 verstarb.
In Deutschland erschienen seine erfolgreichsten Romane Reich und Arm und Abend in Byzanz in den 1970er Jahren im Zuge ihrer Verfilmung für das Fernsehen.

## Werke (Auswahl)
Romane
- The Young Lions (1948) – Die jungen Löwen
- The Troubled Air (1951) – Die Verschwörung
- Lucy Crown (1956) – Lucy Crown
- Two Weeks in Another Town (1960) – Zwei Wochen in einer anderen Stadt
- Voices of a Summer Day (1965) – Stimmen eines Sommertages
- Rich Man, Poor Man (1970) – Aller Reichtum dieser Welt
- Evening in Byzantium (1973) – Abend in Byzanz
- Nightwork (1975) – Den Seinen gibt’s der Herr im Schlaf
- Beggarman, Thief (1977) – Ende in Antibes
- The Top of the Hill (1979) – Griff nach den Sternen
- Bread Upon the Waters (1981) – Der Wohltäter
- Acceptable Losses (1982) – Auf Leben und Tod

Kurzgeschichten
- Strawberry ice cream soda (1938)
- Sailor off the Bremen (1939)
- The Girls in Their Summer Dresses (1939) – Mädchen in Sommerkleidern
- Welcome to the City (1942) – Willkommen in der Großstadt
- Act of Faith (1946)
- Mixed Company (1950)
- Tip on a Dead Jockey (1957)
- Love on a Dark Street (1965) – Liebe auf dunklen Straßen
- God Was Here, but He Left Early (1973) – Gott war hier, aber er ist schon wieder fort
- Short Stories: Five Decades (1978) – Im Rückblick und 26 andere gesammelte Erzählungen

Theaterstücke
- Bury the Dead (1936)
- Siege (1937)
- The Gentle People (1939)
- Quiet City (1939)
- Retreat to Pleasure (1940)
- The Shy and the Lonely (1941)
- Sons and Soldiers (1944)
- The Assassin (1946)
- The Survivors (1948) – zusammen mit Peter Viertel
- Children from Their Games (1963)

Sachbücher
- In the Company of Dolphins (1964)
- Paris! Paris! (1977)

## Filmografie (Auswahl)
Drehbuch
- 1942: Commandos Strike at Dawn
- 1942: Zeuge der Anklage (The Talk of the Town)
- 1948: Triumphbogen (Arch of Triumph) – ursprüngliches Drehbuch
- 1949: Take One False Step – Regie: Chester Erskine
- 1951: Im Sturm der Zeit (I Want You)
- 1953: Ein Akt der Liebe (Act of Love)
- 1956: Krieg und Frieden (War and Peace) – ungenannte Mitarbeit am Drehbuch
- 1954: Die Fahrten des Odysseus (Ulisse)
- 1957: Spiel mit dem Feuer (Fire Down Below)
- 1957: Heiße Küste (La diga sul pacifico)
- 1958: Begierde unter Ulmen (Desire Under the Elms)
- 1960: Das große Wagnis (The Big Gamble)

Literarische Vorlage
- 1941: Ufer im Nebel (Out of the Fog) – Regie: Anatole Litvak (mit John Garfield und Ida Lupino)
- 1949: Easy Living – Regie: Jacques Tourneur (mit Victor Mature und Lucille Ball)
- 1957: Luftfracht Opium (Tip on a Dead Jockey) – Regie: Richard Thorpe (mit Robert Taylor)
- 1958: Die jungen Löwen (The Young Lions) – Regie: Edward Dmytryk (mit Marlon Brando und Montgomery Clift)
- 1962: Zwei Wochen in einer anderen Stadt (Two Weeks in Another Town) – Regie: Vincente Minnelli (mit Kirk Douglas)
- 1963: Plaisirs d’amour (In the French Style) – Regie: Robert Parrish (mit Jean Seberg)
- 1976: Reich und Arm (Rich Man, Poor Man) (Fernsehserie)
- 1978: Evening in Byzantium (Fernsehfilm)